# 三条銀行
三条銀行（さんじょうぎんこう）は、新潟県三条町に設立された明治期のから昭和初期の銀行。
前身は、1881年（明治14年）に村上藩御用商人であった三条町の豪商である笠原文平らによって設立され、貸付や預金を取り扱う銀行類似会社であった三条会社。これを母体に、1893年（明治26年）設立。その後1929年（昭和4年）新潟銀行（旧新潟商業銀行、後に第四銀行に合併）に合併され歴史の幕を閉じた。
笠原は、長岡に設立された第六十九国立銀行の創始者で4代頭取の岸宇吉とも親交が厚く、三条の経済発展のために銀行設立に至ったと言われている。

## 沿革
- 1881年（明治14年）5月23日：三条会社設立
- 1893年（明治26年）9月：三条銀行に改組、改称
- 1924年（大正13年）1月1日：三条工商銀行を合併
- 1929年（昭和4年）8月31日：新潟銀行（旧新潟商業銀行、1943年（昭和18年）に第四銀行に合併）に合併